# 中田慎也
中田 慎也（なかた しんや、1982年〈昭和57年〉4月5日 - ）は、日本の政治家。兵庫県伊丹市長（1期）。伊丹市議会議員（1期）、兵庫県議会議員（3期）を務めた。

## 来歴
兵庫県伊丹市に生まれる。双葉幼稚園、伊丹市立南小学校、大阪星光学院中学校・高等学校、大阪大学工学部、大阪大学大学院工学研究科を卒業した。リクルートの営業職を経て、2011年より伊丹市議会議員を1期務め、2015年の兵庫県議選で当選し県議は3期務める。兵庫県議会では自由民主党会派に所属した。
2021年兵庫県知事選挙では斎藤元彦を支持したが、兵庫県庁内部告発文書問題を受けた2024年9月19日の斎藤への不信任決議では中田を含む全県議が賛成し、可決された。中田は自身は斎藤とは連絡を取っていないと明かした上で、「知事自身が意図的に議会と連絡を取らないようにしていて、つまり「自分自身で考える」という意図を感じるんですね」などと述べた。
2025年、伊丹市長選挙に立候補した。市長選では現市長の藤原保幸や自民党の支援を受け、保守層の支持を固めた中田が、立憲民主党や泉房穂前明石市長の支援を受けた前伊丹市儀の高橋有子らを破り初当選した。

## 政策・主張
中田が主張する政策は次のものがある。
- 子どもの習い事の支援
- 市バス特別乗車証の維持
- 伊丹空港（大阪国際空港）への国際便就航
- 新しい伊丹病院の建設推進
- 市長退職金を成果報酬型にする

なお、兵庫県伊丹市長だった藤原保幸の市政を継続することを強調している。